# Raduga Ch-28
Ch-28 (ryska: Х-28, NATO-rapporteringsnamn: AS-9 Kyle) var Sovjetunionens första taktiska anti-radarrobot. Den var en nedskalad variant av Radugas kryssningsrobotar Ch-22 och KSR-5. Den är numera ersatt av robotarna Ch-27, Ch-58 och Ch-31P.

## Utveckling
Utvecklingen startades genom ett beslut 10 januari 1963 där designbyrån Raduga ålades att utveckla en anti-radarrobot för attackflygplanet Jakovlev Jak-28 utifrån de erfarenheter man hade från de signalsökande varianterna av de större robotarna Ch-22 och KSR-5. Roboten fick beteckningen Ch-28 och kombinationen med Jak-28 kallades K-28 (Komplex 28).
De första integrationstesterna med Jak-28 och provskjutningarna påbörjades 1966, men när utprovningen var klar hade Jak-28 hunnit bli omodernt. I stället blev Su-17 huvudsaklig bärare av Ch-28, trots att den bara kunde bära en robot. För att kunna använda roboten var den dessutom tvungen att bära radarvarningssystemet Metel (snöstorm) under ena vingen. Från och med 1975 användes Su-24 som en betydligt mer kompetent vapenbärare. Su-24:ans inbyggda radarvarnings- och radiopejlsystem Filin (berguv) gjorde att den kunde lokalisera fientliga radarsändningar effektivare och därmed också bekämpa dem effektivare med anti-radarrobotar.

## Konstruktion
Ett arv från Radugas kryssningsrobotar var raketmotorn som drevs med flytande tvåkomponentsbränsle. Det gav mycket hög hastighet (upp mot mach 3) och relativt god räckvidd, men hanteringen av det frätande och hypergoliska bränslet var robotens akilleshäl. Det som var besvärligt på strategiska bombflygets permanenta baser blev rena mardrömmen på frontflygets krigsbaser.
Den ursprungliga Ch-28 hade en signalsökare som var byggd enbart för att anfalla det amerikanska luftvärnssystemet Nike-Hercules och det brittiska Thunderbird. Senare modeller kunde även anfalla HAWK.

## Varianter
- Ch-28 – Ursprunglig version avsedd att användas mot Nike-Hercules och Thunderbird.
- Ch-28M – Modifierad variant som även kunde användas mot HAWK.
- Ch-28E – Exportversion. En sådan robot erövrades av amerikanska styrkor i Irak i april 1991.